# Gisèle (fille de Louis le Bégue)
Pour les articles homonymes, voir Gisèle.
Gisèle était fille de Louis II le Bègue, roi de France, et d'Ansgarde, qui se sont mariés en 862.
Son existence est connue par un diplôme non daté de son frère le roi Carloman II qui cède des biens pour le repos de l'âme de « Gislae sororis nostrae ejusque uxoris, in comitatu Trecassino ».
Elle épousa Robert Ier, comte de Troyes, mais ne semble pas avoir eu d'enfants.
Elle mourut entre 879 et 884, soit probablement, compte tenu de la date de mariage de ses parents, entre 17 et 22 ans, c'est-à-dire à un âge où les femmes mouraient souvent en couches.

## Source
- Christian Settipani, La Préhistoire des Capétiens (Nouvelle Histoire généalogique de l'auguste maison de France, vol. 1), Villeneuve-d'Ascq, éd. Patrick van Kerrebrouck, 1993, 545 p. (ISBN 978-2-95015-093-6).
- Édouard de Saint-Phalle, « Comtes de Troyes et de Poitiers au IXe siècle : histoire d’un double échec » dans Onomastique et Parenté dans l'Occident médiéval, Oxford, Linacre College, Unit for Prosopographical Research, coll. « Prosopographica et Genealogica / 3 », 2000, 310 p. (ISBN 1-900934-01-9), p. 154-170.